# Le tue nozze/Da molto lontano
Le tue nozze/Da molto lontano è un 45 giri di Edoardo Vianello pubblicato in Italia nel 1964.

## Descrizione
Per la canzone Da molto lontano debutta come autore di testi Franco Califano. La collaborazione con Edoardo Vianello continuerà anche dopo e soprattutto nei tempi dei I Vianella. Alla registrazione dei due brani collaborano ai cori i Cantori Moderni di Alessandroni.

## Tracce
LATO A
1. Le tue nozze – 2:10 (testo: Franco Migliacci – musica: Bruno Zambrini)

LATO B
1. Da molto lontano – 2:44 (testo: Franco Califano – musica: Edoardo Vianello)